# Мистификацията на семейство Раменски
Мистификацията на семейство Раменски бе една от най-успешните руски мистификации. Антонин Раменски (1913–1985), пенсиониран съветски активист на Комсомол и Комунистическата партия, я създаде и я поддържаше от 1961 г. до смъртта си. Разобличиха я година по-късно. Раменски създаде връзки между фамилията си и България, като заяви български произход. Срещна се с български журналисти и размени подаръци с Тодор Живков.